# Cyrtostylis reniformis
Cyrtostylis reniformis är en orkidéart som beskrevs av Robert Brown. Cyrtostylis reniformis ingår i släktet Cyrtostylis, och familjen orkidéer.

## Underarter
Arten delas in i följande underarter:
- C. r. huegelii
- C. r. reniformis

## Bildgalleri

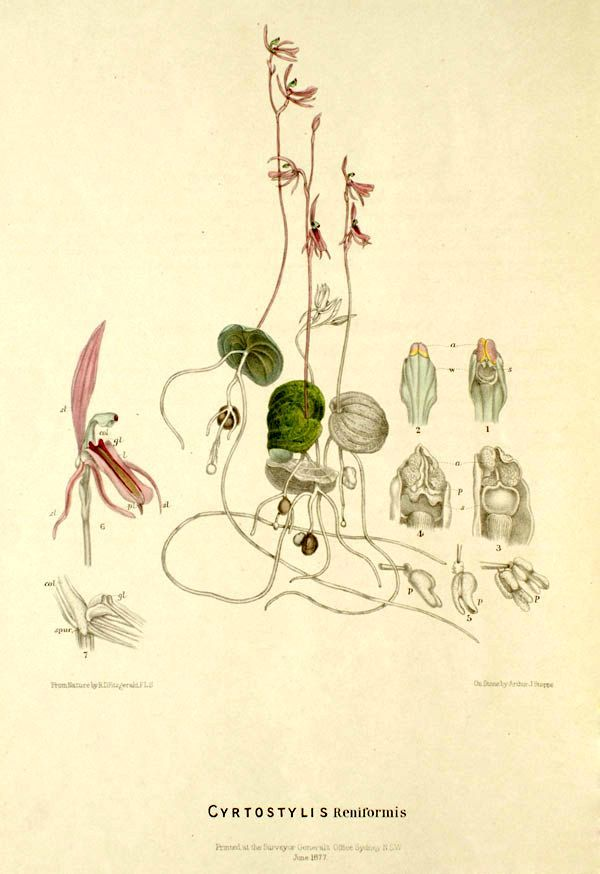
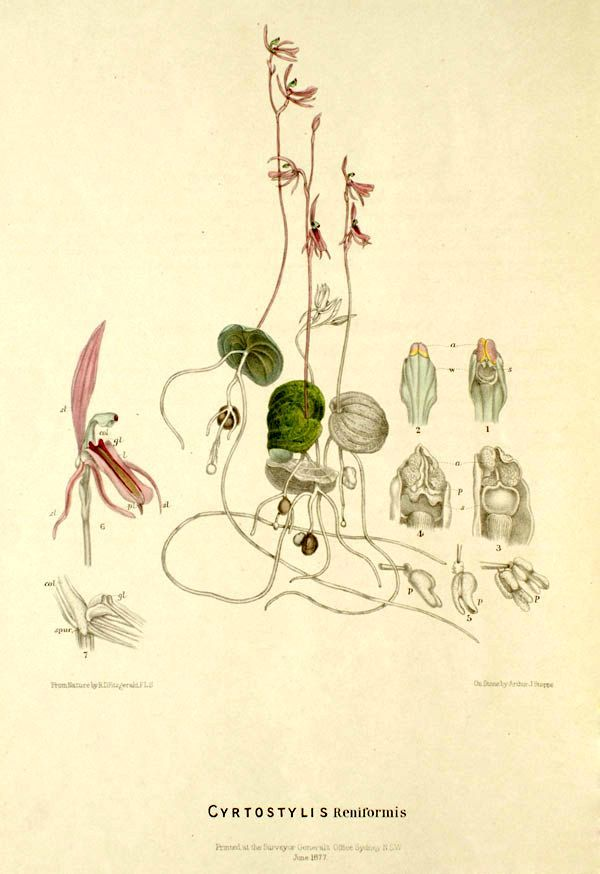